# Amos Mansdorf
Amos Mansdorf (hebrejsky עמוס מנסדורף‎; narozený 20. října 1965, Tel Aviv) je bývalý izraelský profesionální tenista. Ve své kariéře na okruhu ATP World Tour vyhrál šest turnajů ve dvouhře.
Na žebříčku ATP byl nejvýše ve dvouhře klasifikován v listopadu 1989 na 18. místě a ve čtyřhře pak v květnu 1986 na 67. místě.

## Tenisová kariéra
Vyrostl v Ramat ha-Šaronu, ve městě položeného severně od Tel Avivu. Tenis začal hrát v deseti letech. Trénoval v Izraelském tenisovém centru.
V roce 1983 vyhrál juniorské mistrovství Asie v Hongkongu. Stejný rok se stal profesionálním tenistou a začal vojenskou službu u izraelské armády, během níž se zúčastnil tenisového turnaje v roli ukázkového sportu na Letních olympijských hrách 1984 v Los Angeles, kde prohrál ve třetím kole. Stát reprezentoval na LOH 1988 v Soulu po znovuzařazení tenisu do rodiny olympijských sportů.
Za daviscupový tým Izraele nastupoval deset let, vyhrál dvacet dva zápasů a prohrál dvacet pět utkání. V letech 1987–1994, kdy Izralci hráli Světovou skupinu, patřil k pilířům týmu.
Profesionální tenisovou kariéru ukončil v roce 1994. Trpí chronickým únavovým syndromem. K roku 2011 vedl Izraelské tenisové centrum a program tenisového svazu pro talentované hráče. Jeho hlavním zaměstnáním byl obchod s diamanty v Tel Avivu.
V letech 2000–2004 působil jako nehrající kapitán izraelského daviscupového družstva.

## 200 největších Izraelců
V roce 2005 se v soutěži internetového portálu Ynet nazvané 200 největších Izraelců umístil na 178. místě.

## Tituly na turnajích ATP World Tour

### Dvouhra (6)
- 1993 – Washington, D.C. (tvrdý)
- 1990 – Rosmalen (tráva)
- 1988 – Auckland (tvrdý), Paris Indoor (koberec, hala)
- 1987 – Tel Aviv (tvrdý)
- 1986 – South African Open (tvrdý)